# Ofidiofobia
La ofidiofobia es el miedo a las serpientes. Quienes padecen ofidiofobia no solo sienten el miedo al exponerse a una serpiente real, también son presas del pánico al contemplar serpientes de juguete o simplemente pensando en ellas. Esta subfobia pertenece a la herpetofobia, que a su vez pertenece a la zoofobia.

## Causas
La ofidiofobia forma parte de un trastorno de ansiedad y es una de las zoofobias más comunes. Las personas que padecen esta fobia, ya sean niños, adolescentes o adultos, suelen matar y evitar a estos reptiles por temor o por su veneno, sin importar su especie, o por lo menos evitar el monte o el bosque y los desiertos.
Las causas de este trastorno son diversas, puede originarse tras haber sido atacado por una de ellas en el pasado, por una mala experiencia relacionada con serpientes, o por herencia (padeciendo uno de los progenitores dicha fobia). En otras ocasiones la gente les teme porque en algunas creencias religiosas (como el catolicismo) o culturas la serpiente simboliza el mal y se puede llegar a relacionar con el diablo.
Una teoría desarrollada por la antropóloga californiana Lynne Isbel, sostiene que el miedo a los reptiles, y más concretamente a las serpientes, podría estar relacionado con la adaptación evolutiva del cerebro de los mamíferos. Así como algunos animales han desarrollado cierta inmunidad al veneno de las serpientes, los primates y los humanos habríamos desarrollado una agudeza visual que nos alerta de los movimientos serpenteantes para localizar y mantenernos alejados del potencial veneno de las serpientes.